# Olympische Winterspiele 2022/Teilnehmer (Polen)
| Gelbes Symbol für Goldmedaillen mit stilisierten Olympischen Ringen | Graues Symbol für Silbermedaillen mit stilisierten Olympischen Ringen | Braundes Symbol für Bronzemedaillen mit stilisierten Olympischen Ringen |
| ------------------------------------------------------------------- | --------------------------------------------------------------------- | ----------------------------------------------------------------------- |
| —                                                                   | —                                                                     | 1                                                                       |

Polen nahm an den Olympischen Winterspielen 2022 in Peking mit 57 Athleten, davon 30 Frauen und 27 Männern, in zehn Sportarten teil. Es war die 24. Teilnahme des Landes an Olympischen Winterspielen.

## Medaillen

### Medaillenspiegel
| Rang   | Sportart    | Gold | Silber | Bronze | Gesamt |
| ------ | ----------- | ---- | ------ | ------ | ------ |
| 1      | Skispringen | —    | —      | 1      | 1      |
| Gesamt | Gesamt      | 0    | 0      | 1      | 1      |

### Medaillengewinner
| Name/n        | Sportart    | Wettkampf     |
| ------------- | ----------- | ------------- |
| Bronze        |             |               |
| Dawid Kubacki | Skispringen | Normalschanze |

## Teilnehmer nach Sportarten

### Biathlon
| Athleten                                                 | Wettbewerbe         | Zeit        | Fehler         | Rang |
| -------------------------------------------------------- | ------------------- | ----------- | -------------- | ---- |
| Frauen                                                   |                     |             |                |      |
| Monika Hojnisz-Staręga                                   | 7,5 km Sprint       | 22:12,9 min | 1 (1+0)        | 16   |
| Monika Hojnisz-Staręga                                   | 10 km Verfolgung    | 37:15,7 min | 2 (0+0+0+2)    | 9    |
| Monika Hojnisz-Staręga                                   | 12,5 km Massenstart | 44:06,6 min | 8 (2+3+1+2)    | 27   |
| Monika Hojnisz-Staręga                                   | 15 km Einzel        | 46:55,3 min | 2 (0+0+1+1)    | 20   |
| Anna Mąka                                                | 7,5 km Sprint       | 23:55,4 min | 3 (1+2)        | 66   |
| Anna Mąka                                                | 15 km Einzel        | 58:18,3 min | 9 (2+2+2+3)    | 85   |
| Kinga Zbylut                                             | 7,5 km Sprint       | 24:05,1 min | 2 (1+1)        | 69   |
| Kinga Zbylut                                             | 15 km Einzel        | 50:54,7 min | 3 (0+1+1+1)    | 55   |
| Kamila Żuk                                               | 7,5 km Sprint       | 23:22,9 min | 1 (1+0)        | 53   |
| Kamila Żuk                                               | 10 km Verfolgung    | DNS         | DNS            | DNS  |
| Kamila Żuk                                               | 15 km Einzel        | 49:02,7 min | 3 (0+2+1+0)    | 36   |
| Monika Hojnisz-Staręga Anna Mąka Kinga Zbylut Kamila Żuk | 4 × 6-km-Staffel    | 1:17:12,1 h | 1+10 (1+5 0+5) | 14   |
| Männer                                                   |                     |             |                |      |
| Grzegorz Guzik                                           | 10 km Sprint        | 26:36,2 min | 1 (0+1)        | 48   |
| Grzegorz Guzik                                           | 12,5 km Verfolgung  | 47:07,0 min | 8 (2+3+1+2)    | 54   |
| Grzegorz Guzik                                           | 20 km Einzel        | 54:47,9 min | 3 (0+1+1+1)    | 49   |

### Eiskunstlauf
| Athleten                          | Wettbewerbe | Kurzprogramm/ Rhythmustanz | Kurzprogramm/ Rhythmustanz | Kür/ Kürtanz | Kür/ Kürtanz | Gesamt | Gesamt |
| Athleten                          | Wettbewerbe | Punkte                     | Rang                       | Punkte       | Rang         | Punkte | Rang   |
| --------------------------------- | ----------- | -------------------------- | -------------------------- | ------------ | ------------ | ------ | ------ |
| Frauen                            |             |                            |                            |              |              |        |        |
| Jekatierina Kurakowa              | Einzel      | 59,08                      | 24                         | 126,76       | 12           | 185,84 | 12     |
| Mixed                             |             |                            |                            |              |              |        |        |
| Natalia Kaliszek Maksym Spodyriev | Eistanz     | 70,32                      | 15                         | 96,99        | 20           | 167,31 | 17     |

### Eisschnelllauf
| Athleten            | Wettbewerbe | Zeit        | Rang |
| ------------------- | ----------- | ----------- | ---- |
| Frauen              |             |             |      |
| Karolina Bosiek     | 1000 m      | 1:16,54 min | 17   |
| Natalia Czerwonka   | 1500 m      | 1:59,03 min | 19   |
| Magdalena Czyszczoń | 1500 m      | 2:05,64 min | 30   |
| Magdalena Czyszczoń | 5000 m      | 7:21,49 min | 12   |
| Andżelika Wójcik    | 500 m       | 37,78 s     | 11   |
| Andżelika Wójcik    | 1000 m      | 1:16,79 min | 20   |
| Kaja Ziomek         | 500 m       | 37,70 s     | 9    |
| Männer              |             |             |      |
| Marek Kania         | 500 m       | 34,928 s    | 16   |
| Piotr Michalski     | 500 m       | 34,524 s    | 5    |
| Piotr Michalski     | 1000 m      | 1:08,56 min | 4    |
| Damian Żurek        | 500 m       | 34,734 min  | 11   |
| Damian Żurek        | 1000 m      | 1:09,08 min | 13   |

| Athleten            | Wettbewerbe | Halbfinale | Halbfinale | Finale        | Finale        | Rang |
| Athleten            | Wettbewerbe | Punkte     | Rang       | Punkte        | Rang          | Rang |
| ------------------- | ----------- | ---------- | ---------- | ------------- | ------------- | ---- |
| Frauen              |             |            |            |               |               |      |
| Karolina Bosiek     | Massenstart | 6          | 5          | DSQ           | DSQ           | 17   |
| Magdalena Czyszczoń | Massenstart | 4          | 6          | 2             | 10            | 10   |
| Männer              |             |            |            |               |               |      |
| Zbigniew Bródka     | Massenstart | 0          | 14         | ausgeschieden | ausgeschieden | 27   |
| Artur Janicki       | Massenstart | 0          | 11         | ausgeschieden | ausgeschieden | 22   |

| Athleten                                              | Wettbewerbe    | Viertelfinale | Viertelfinale | Halbfinale    | Halbfinale    | Finale            | Finale  | Rang |
| Athleten                                              | Wettbewerbe    | Zeit          | Rang          | Gegner        | Zeit          | Gegner            | Zeit    | Rang |
| ----------------------------------------------------- | -------------- | ------------- | ------------- | ------------- | ------------- | ----------------- | ------- | ---- |
| Frauen                                                |                |               |               |               |               |                   |         |      |
| Karolina Bosiek Natalia Czerwonka Magdalena Czyszczoń | Teamverfolgung | 3:01,92 min   | 7             | ausgeschieden | ausgeschieden | D-Finale: Belarus | +2,00 s | 8    |

### Nordische Kombination
| Athleten             | Wettbewerb                               | Skispringen | Skispringen | Skispringen | Langlauf    | Langlauf | Rang |
| Athleten             | Wettbewerb                               | Weite       | Punkte      | Rang        | Zeit        | Rang     | Rang |
| -------------------- | ---------------------------------------- | ----------- | ----------- | ----------- | ----------- | -------- | ---- |
| Männer               |                                          |             |             |             |             |          |      |
| Szczepan Kupczak     | Gundersenwettkampf (Normalschanze/10 km) | 89,5 m      | 87,5        | 32          | 30:24,3 min | 34       | 34   |
| Szczepan Kupczak     | Gundersenwettkampf (Großschanze/10 km)   | 121,5 m     | 86,3        | 30          | 31:59,8 min | 35       | 35   |
| Andrzej Szczechowicz | Gundersenwettkampf (Normalschanze/10 km) | 82,5 m      | 76,4        | 37          | 30:26,2 min | 35       | 35   |
| Andrzej Szczechowicz | Gundersenwettkampf (Großschanze/10 km)   | 93,0 m      | 44,6        | 45          | 35:48,5 min | 45       | 45   |

### Rennrodeln
| Athlet                                                                       | Wettbewerb   | Lauf 1       | Lauf 1 | Lauf 2   | Lauf 2 | Lauf 3       | Lauf 3 | Lauf 4        | Lauf 4        | Gesamt       | Gesamt |
| Athlet                                                                       | Wettbewerb   | Zeit         | Rang   | Zeit     | Rang   | Zeit         | Rang   | Zeit          | Rang          | Zeit         | Rang   |
| ---------------------------------------------------------------------------- | ------------ | ------------ | ------ | -------- | ------ | ------------ | ------ | ------------- | ------------- | ------------ | ------ |
| Frauen                                                                       |              |              |        |          |        |              |        |               |               |              |        |
| Klaudia Domaradzka                                                           | Einsitzer    | 59,871 s     | 25     | 59,892 s | 25     | 1:01,313 min | 31     | ausgeschieden | ausgeschieden | 3:01,076 min | 27     |
| Männer                                                                       |              |              |        |          |        |              |        |               |               |              |        |
| Mateusz Sochowicz                                                            | Einsitzer    | 58,863 s     | 24     | 59,196 s | 26     | 58,867 s     | 24     | ausgeschieden | ausgeschieden | 2:56,926 min | 25     |
| Wojciech Chmielewski Jakub Kowalewski                                        | Doppelsitzer | 58,992 s     | 8      | 59,073 s | 9      | —            | —      | —             | —             | 1:58,065 min | 9      |
| Mixed                                                                        |              |              |        |          |        |              |        |               |               |              |        |
| Klaudia Domaradzka Mateusz Sochowicz Wojciech Chmielewski / Jakub Kowalewski | Teamstaffel  | 3:07,136 min | 8      | —        | —      | —            | —      | —             | —             | 3:07,136 min | 8      |

### Shorttrack
| Athlet                                                                  | Wettbewerb     | Vorlauf      | Vorlauf | Viertelfinale | Viertelfinale | Halbfinale    | Halbfinale    | Finale A/B       | Finale A/B    | Rang |
| Athlet                                                                  | Wettbewerb     | Zeit         | Rang    | Zeit          | Rang          | Zeit          | Rang          | Zeit             | Rang          | Rang |
| ----------------------------------------------------------------------- | -------------- | ------------ | ------- | ------------- | ------------- | ------------- | ------------- | ---------------- | ------------- | ---- |
| Frauen                                                                  |                |              |         |               |               |               |               |                  |               |      |
| Natalia Maliszewska                                                     | 1000 m         | 1:29,610 min | 1       | 1:48,908 min  | 5             | ausgeschieden | ausgeschieden | ausgeschieden    | ausgeschieden | 17   |
| Natalia Maliszewska                                                     | 1500 m         | 2:25,850 min | 5       | ausgeschieden | ausgeschieden | ausgeschieden | ausgeschieden | ausgeschieden    | ausgeschieden | 29   |
| Patrycja Maliszewska                                                    | 500 m          | 44,130 s     | 3       | ausgeschieden | ausgeschieden | ausgeschieden | ausgeschieden | ausgeschieden    | ausgeschieden | 22   |
| Nikola Mazur                                                            | 500 m          | 43,732 s     | 4       | ausgeschieden | ausgeschieden | ausgeschieden | ausgeschieden | ausgeschieden    | ausgeschieden | 27   |
| Kamila Stormowska                                                       | 500 m          | 44,053 s     | 4       | ausgeschieden | ausgeschieden | ausgeschieden | ausgeschieden | ausgeschieden    | ausgeschieden | 28   |
| Kamila Stormowska                                                       | 1000 m         | 1:28,567 min | 4       | ausgeschieden | ausgeschieden | ausgeschieden | ausgeschieden | ausgeschieden    | ausgeschieden | 26   |
| Kamila Stormowska                                                       | 1500 m         | 2:33,603 min | 4       | ausgeschieden | ausgeschieden | ausgeschieden | ausgeschieden | ausgeschieden    | ausgeschieden | 24   |
| Nikola Mazur Natalia Maliszewska Kamila Stormowska Patrycja Maliszewska | 3000 m Staffel | —            | —       | —             | —             | 4:10,074 min  | 3             | 4:10,210 min (B) | 2             | 6    |
| Männer                                                                  |                |              |         |               |               |               |               |                  |               |      |
| Michał Niewiński                                                        | 1500 m         | 2:12,852 min | 6       | ausgeschieden | ausgeschieden | ausgeschieden | ausgeschieden | ausgeschieden    | ausgeschieden | 31   |
| Mixed                                                                   |                |              |         |               |               |               |               |                  |               |      |
| Nikola Mazur Kamila Stormowska Michal Niewinski Lukasz Kuczynski        | 2000 m Staffel | —            | —       | 2:50,513 min  | 11            | ausgeschieden | ausgeschieden | ausgeschieden    | ausgeschieden | 11   |

### Ski Alpin
| Athleten                | Wettbewerbe  | 1. Lauf     | 1. Lauf | 2. Lauf       | 2. Lauf       | Gesamt        | Gesamt        |
| Athleten                | Wettbewerbe  | Zeit        | Rang    | Zeit          | Rang          | Zeit          | Rang          |
| ----------------------- | ------------ | ----------- | ------- | ------------- | ------------- | ------------- | ------------- |
| Frauen                  |              |             |         |               |               |               |               |
| Zuzanna Czapska         | Riesenslalom | 1:03,63 min | 37      | 1:01,52 min   | 29            | 2:05,15 min   | 30            |
| Zuzanna Czapska         | Slalom       | DNF         | DNF     | ausgeschieden | ausgeschieden | ausgeschieden | ausgeschieden |
| Maryna Gąsienica-Daniel | Riesenslalom | 59,24 s     | 11      | 57,87 s       | 4             | 1:57,11 min   | 8             |
| Maryna Gąsienica-Daniel | Super-G      | —           | —       | —             | —             | 1:15,81 min   | 26            |
| Magdalena Łuczak        | Riesenslalom | 1:01,96 min | 32      | 1:00,89 min   | 26            | 2:02,85       | 26            |
| Magdalena Łuczak        | Slalom       | DNF         | DNF     | ausgeschieden | ausgeschieden | ausgeschieden | ausgeschieden |
| Hanna Zięba             | Riesenslalom | DNS         | DNS     | DNS           | DNS           | DNS           | DNS           |
| Männer                  |              |             |         |               |               |               |               |
| Michał Jasiczek         | Riesenslalom | DNF         | DNF     | ausgeschieden | ausgeschieden | ausgeschieden | ausgeschieden |
| Michał Jasiczek         | Slalom       | 57,40 s     | 30      | DSQ           | DSQ           | DSQ           | DSQ           |
| Paweł Pyjas             | Riesenslalom | DNF         | DNF     | ausgeschieden | ausgeschieden | ausgeschieden | ausgeschieden |
| Paweł Pyjas             | Slalom       | DNF         | DNF     | ausgeschieden | ausgeschieden | ausgeschieden | ausgeschieden |

| Athleten                                                             | Wettbewerbe | Achtelfinale | Achtelfinale | Viertelfinale | Viertelfinale | Halbfinale    | Halbfinale    | Finale        | Finale        | Rang |
| Athleten                                                             | Wettbewerbe | Gegner       | Punkte       | Gegner        | Punkte        | Gegner        | Punkte        | Gegner        | Punkte        | Rang |
| -------------------------------------------------------------------- | ----------- | ------------ | ------------ | ------------- | ------------- | ------------- | ------------- | ------------- | ------------- | ---- |
| Mixed                                                                |             |              |              |               |               |               |               |               |               |      |
| Maryna Gąsienica-Daniel Michał Jasiczek Magdalena Łuczak Paweł Pyjas | Mannschaft  | Norwegen     | 2:2*         | ausgeschieden | ausgeschieden | ausgeschieden | ausgeschieden | ausgeschieden | ausgeschieden | 10   |

### Skilanglauf
| Athleten                                                         | Wettbewerbe       | Zeit        | Rang |
| ---------------------------------------------------------------- | ----------------- | ----------- | ---- |
| Frauen                                                           |                   |             |      |
| Magdalena Kobielusz                                              | 10 km Klassisch   | 35:40,3 min | 78   |
| Magdalena Kobielusz                                              | 15 km Skiathlon   | 54:12,0 min | 59   |
| Magdalena Kobielusz                                              | 30 km Freier Stil | 1:44:48,8 h | 57   |
| Karolina Kukuczka                                                | 10 km Klassisch   | 33:16,6 min | 64   |
| Izabela Marcisz                                                  | 10 km Klassisch   | 30:54,6 min | 29   |
| Izabela Marcisz                                                  | 15 km Skiathlon   | 47:30,7 min | 16   |
| Izabela Marcisz                                                  | 30 km Freier Stil | 1:31:43,0 h | 21   |
| Monika Skinder                                                   | 10 km Klassisch   | 31:49,9 min | 49   |
| Izabela Marcisz Monika Skinder Weronika Kaleta Karolina Kukuczka | 4 × 5-km-Staffel  | 1:00:21,5 h | 14   |
| Männer                                                           |                   |             |      |
| Dominik Bury                                                     | 15 km Klassisch   | 40:48,4 min | 27   |
| Dominik Bury                                                     | 30 km Skiathlon   | 1:22:40,6 h | 26   |
| Dominik Bury                                                     | 50 km Freier Stil | 1:16:01,0 h | 30   |
| Mateusz Haratyk                                                  | 15 km Klassisch   | 43:00,3 min | 60   |
| Mateusz Haratyk                                                  | 30 km Skiathlon   | LAP         | 52   |
| Mateusz Haratyk                                                  | 50 km Freier Stil | 1:20:24,0 h | 50   |

| Athleten                       | Wettbewerbe | Qualifikation | Qualifikation | Viertelfinale | Viertelfinale | Halbfinale    | Halbfinale    | Finale        | Finale        | Rang |
| Athleten                       | Wettbewerbe | Zeit          | Rang          | Zeit          | Rang          | Zeit          | Rang          | Zeit          | Rang          | Rang |
| ------------------------------ | ----------- | ------------- | ------------- | ------------- | ------------- | ------------- | ------------- | ------------- | ------------- | ---- |
| Frauen                         |             |               |               |               |               |               |               |               |               |      |
| Weronika Kaleta                | Sprint      | 3:32,28 min   | 50            | ausgeschieden | ausgeschieden | ausgeschieden | ausgeschieden | ausgeschieden | ausgeschieden | 50   |
| Izabela Marcisz                | Sprint      | 3:25,62 min   | 39            | ausgeschieden | ausgeschieden | ausgeschieden | ausgeschieden | ausgeschieden | ausgeschieden | 39   |
| Monika Skinder                 | Sprint      | 3:27,93 min   | 42            | ausgeschieden | ausgeschieden | ausgeschieden | ausgeschieden | ausgeschieden | ausgeschieden | 42   |
| Izabela Marcisz Monika Skinder | Team-Sprint | —             | —             | —             | —             | 23:32,34 min  | 6             | 23:48,01 min  | 9             | 9    |
| Männer                         |             |               |               |               |               |               |               |               |               |      |
| Maciej Staręga                 | Sprint      | 2:53,61 min   | 25            | 2:58,56 min   | 4             | ausgeschieden | ausgeschieden | ausgeschieden | ausgeschieden | 19   |
| Kamil Bury                     | Sprint      | 3:02,73 min   | 58            | ausgeschieden | ausgeschieden | ausgeschieden | ausgeschieden | ausgeschieden | ausgeschieden | 58   |
| Maciej Staręga Kamil Bury      | Team-Sprint | —             | —             | —             | —             | 20:19,87 min  | 8             | ausgeschieden | ausgeschieden | 15   |

### Skispringen
| Athleten                                              | Wettbewerb               | Qualifikation | Qualifikation | Qualifikation | 1. Durchgang | 1. Durchgang | 1. Durchgang | 2. Durchgang  | 2. Durchgang  | 2. Durchgang  | Gesamt | Gesamt |
| Athleten                                              | Wettbewerb               | Weite         | Punkte        | Rang          | Weite        | Punkte       | Rang         | Weite         | Punkte        | Rang          | Punkte | Rang   |
| ----------------------------------------------------- | ------------------------ | ------------- | ------------- | ------------- | ------------ | ------------ | ------------ | ------------- | ------------- | ------------- | ------ | ------ |
| Frauen                                                |                          |               |               |               |              |              |              |               |               |               |        |        |
| Kinga Rajda                                           | Normalschanze            | —             | —             | —             | 69,0 m       | 40,9         | 35           | ausgeschieden | ausgeschieden | ausgeschieden | 40,9   | 35     |
| Nicole Konderla                                       | Normalschanze            | —             | —             | —             | 64,0 m       | 37,8         | 36           | ausgeschieden | ausgeschieden | ausgeschieden | 37,8   | 36     |
| Männer                                                |                          |               |               |               |              |              |              |               |               |               |        |        |
| Stefan Hula                                           | Normalschanze            | 90,5 m        | 87,9          | 27            | 103,0 m      | 127,0        | 23           | 93,5 m        | 110,8         | 27            | 237,8  | 26     |
| Dawid Kubacki                                         | Normalschanze            | 94,0 m        | 98,3          | 16            | 104,0 m      | 133,1        | 8            | 103,0 m       | 132,8         | 2             | 265,9  | Bronze |
| Dawid Kubacki                                         | Großschanze              | 125,5 m       | 112,5         | 22            | 131,0 m      | 123,7        | 25           | 131,5 m       | 127,5         | 23            | 251,2  | 26     |
| Kamil Stoch                                           | Normalschanze            | 83,5 m        | 78,7          | 36            | 101,5 m      | 136,3        | 3            | 97,5 m        | 124,6         | 13            | 260,9  | 6      |
| Kamil Stoch                                           | Großschanze              | 128,0 m       | 122,5         | 8             | 137,5 m      | 140,3        | 4            | 133,5 m       | 136,9         | 8             | 277,2  | 4      |
| Paweł Wąsek                                           | Großschanze              | 117,5 m       | 96,5          | 36            | 129,0 m      | 121,9        | 28           | 134,5 m       | 132,4         | 16            | 254,3  | 21     |
| Piotr Żyła                                            | Normalschanze            | 102,5 m       | 112,1         | 3             | 95,0 m       | 121,6        | 27           | 99,0 m        | 123,9         | 14            | 245,5  | 21     |
| Piotr Żyła                                            | Großschanze              | 120,0 m       | 106,3         | 27            | 134,0 m      | 129,7        | 15           | 131,0 m       | 125,8         | 25            | 255,5  | 18     |
| Piotr Żyła Paweł Wąsek Dawid Kubacki Kamil Stoch      | Großschanze Mannschaft   | —             | —             | —             | 508,5 m      | 434,5        | 6            | 499,0 m       | 445,6         | 5             | 880,1  | 6      |
| Mixed                                                 |                          |               |               |               |              |              |              |               |               |               |        |        |
| Nicole Konderla Dawid Kubacki Kinga Rajda Kamil Stoch | Normalschanze Mannschaft | —             | —             | —             | 351,5 m      | 386,1        | 5            | 349,5 m       | 386,1         | 6             | 763,2  | 6      |

### Snowboard
| Athleten                | Wettbewerbe           | Qualifikation | Qualifikation | Achtelfinale  | Achtelfinale  | Viertelfinale | Viertelfinale | Halbfinale    | Halbfinale    | Finale/Platz 3 | Finale/Platz 3 | Rang |
| Athleten                | Wettbewerbe           | Zeit          | Rang          | Gegner        | Zeit          | Gegner        | Zeit          | Gegner        | Zeit          | Gegner         | Zeit           | Rang |
| ----------------------- | --------------------- | ------------- | ------------- | ------------- | ------------- | ------------- | ------------- | ------------- | ------------- | -------------- | -------------- | ---- |
| Frauen                  |                       |               |               |               |               |               |               |               |               |                |                |      |
| Weronika Biela-Nowaczyk | Parallel-Riesenslalom | 1:30,75 min   | 22            | ausgeschieden | ausgeschieden | ausgeschieden | ausgeschieden | ausgeschieden | ausgeschieden | ausgeschieden  | ausgeschieden  | 22   |
| Aleksandra Król         | Parallel-Riesenslalom | 1:28,10 min   | 8             | Smolenzowa    | –0,16 s       | Ledecká       | DNF           | ausgeschieden | ausgeschieden | ausgeschieden  | ausgeschieden  | 8    |
| Aleksandra Michalik     | Parallel-Riesenslalom | 1:37,11 min   | 24            | ausgeschieden | ausgeschieden | ausgeschieden | ausgeschieden | ausgeschieden | ausgeschieden | ausgeschieden  | ausgeschieden  | 24   |
| Männer                  |                       |               |               |               |               |               |               |               |               |                |                |      |
| Oskar Kwiatkowski       | Parallel-Riesenslalom | 1:21,52 min   | 5             | Felicetti     | DNF           | Mastnak       | DNF           | ausgeschieden | ausgeschieden | ausgeschieden  | ausgeschieden  | 7    |
| Michał Nowaczyk         | Parallel-Riesenslalom | 1:21,64 min   | 7             | Payer         | +0,09 s       | ausgeschieden | ausgeschieden | ausgeschieden | ausgeschieden | ausgeschieden  | ausgeschieden  | 9    |